# Orlando Cantuarias
Gustavo Orlando Octaviano Cantuarias Zepeda (Santiago, 18 de diciembre de 1929-ibídem, 6 de noviembre de 2014) fue un abogado y político chileno, miembro del Partido Radical (PR). Se desempeñó como ministro de Minería, de Salud Pública y de Vivienda y Urbanismo durante el gobierno del presidente socialista Salvador Allende, entre 1970 y 1972.

## Familia
Hijo de Orlando Cantuarias Valdivieso y de Cristina Zepeda Olivares. Su padre fue el tercer rector del Internado Nacional Barros Arana.
Se casó en Santiago con María Mercedes Costa Rivers el 17 de diciembre de 1960.

## Carrera pública
Militante del Partido Radical (PR), se desempeñó como dirigente nacional de la Juventud (JR). Fue uno de los promotores de la integración del radicalismo a la coalición de izquierda Unidad Popular.
El 3 de noviembre de 1970 fue designado por el presidente Salvador Allende como ministro de Minería. Durante su gestión ministerial le correspondió realizar las gestiones correspondientes para promulgar la ley n° 17.450,1 de nacionalización del cobre, publicada el 16 de julio de 1971. Por otra parte, en ese mismo año, asumió en tres oportunidades la titularidad del Ministerio de Salud Pública, reemplazando al titular Óscar Jiménez Pinochet, en calidad de subrogante; entre el 24 de abril y el 18 de mayo, y luego a Juan Carlos Concha Gutiérrez; entre el 25 de septiembre y el 9 de octubre y entre los días 14 y 20 de diciembre. Luego, el 28 de enero de 1972, fue nombrado como titular del Ministerio de Vivienda y Urbanismo, renunciando al cargo 17 de junio de ese año.
Tras dejar el gabinete, postuló como candidato a diputado por Concepción en las elecciones parlamentarias de 1973, sin resultar electo. Fue perseguido por la dictadura militar impuesta tras el golpe de Estado del 11 de septiembre de ese año, siendo detenido en el centro de detención Isla Dawson junto con otros personeros de la Unidad Popular como José Tohá, Luis Corvalán, Orlando Letelier y Clodomiro Almeyda. Durante la Dictadura se dedicó a reorganizar el Partido Radical y trabajó por el regreso a la democracia. En 1981 fue expulsado junto con otros líderes socialistas y demócratacristianos, permaneciendo como exiliado en México y Europa. En septiembre de 1988, antes del plebiscito, se le permitió regresar al país.

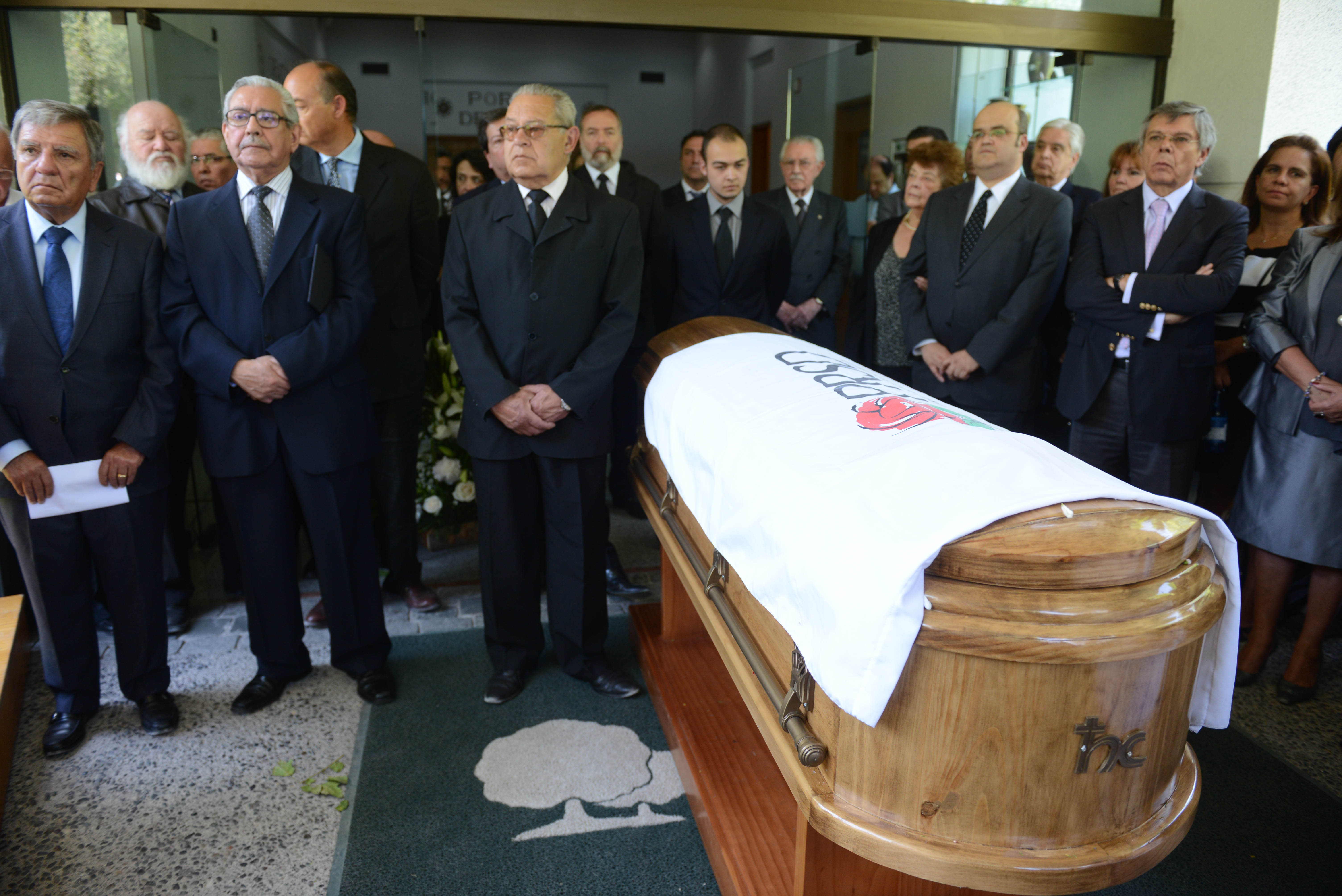
Funeral de Cantuarias en 2014.

Tras el fin del régimen liderado por el general Augusto Pinochet se integró a los gobiernos de la coalición Concertación de Partidos por la Democracia. Fue gerente general de la empresa estatal Polla Chilena de Beneficencia, desde 1990 hasta 2000. 
En 1994 se integró al recién fundado Partido Radical Socialdemócrata (PRSD). Asumió la presidencia interina del partido en julio de 2002, luego del fallecimiento de Anselmo Sule, siendo sucedido por el entonces subsecretario de Transportes Patricio Tombolini. Después de la renuncia de Tombolini, quién fue acusado de participar en el llamado caso Coimas, reasumió el cargo. Renunció el año 2004, siendo reemplazado por Enrique Silva Cimma.
Cantuarias perteneció a la Gran Logia de Chile (GLCh), específicamente a la Logia "Luz de Oriente" Nº 74. Debido a aquello, al momento de fallecer —el 6 de noviembre de 2014—, sus restos fueron velados en el salón de los «Grandes Maestros», de la GLCh, ubicada en calle Marcoleta 659, Santiago.

## Historial electoral

### Elecciones parlamentarias de 1973
- Elecciones parlamentarias de 1973 para la 17ª Agrupación Departamental de Concepción[14]